# Nikołaj Suchozaniet
Nikołaj Onufrijewicz Suchozaniet, ros. Николай Онуфриевич Сухозанет (ur. 1794, zm. 22 lipca 1871) – rosyjski generał artylerii 1852, generał adiutant 1856, minister wojny, namiestnik Królestwa Polskiego w 1861 roku. 

## Życiorys
W armii służył od 1811 w artylerii. W latach 1812–1814 brał udział w wojnie ojczyźnianej i w wojnie z napoleońską Francją, walczył w szwadronie artylerii konnej. 
W czasie powstania listopadowego odznaczył się w 1831 w bitwie pod Ostrołęką. Od 1849 został zwierzchnikiem artylerii armii rosyjskiej. W czasie wojny krymskiej mianowany w 1855 dowódcą korpusu, później dowódca Armii Południowej. W 1856 został ministrem wojny. W 1861 zwolniony z funkcji ministra. W okresie kierowania armią wprowadzono szereg reform w wojsku (likwidacja nadawania ziem, skrócenie służby wojskowej żołnierzy do 15 lat). Suchozaniet nie posiadał dostatecznego przygotowania administracyjnego i był nieświadomy prowadzonych reform, w związku z czym został usunięty ze stanowiska ministra. Został wyznaczony namiestnikiem Królestwa Polskiego. Wprowadził tam system terroru wobec społeczeństwa polskiego i Kościoła katolickiego, w okresie niepokojów, poprzedzających wybuch powstania styczniowego.